# Shin’onsen
Shin’onsen (jap. 新温泉町 Shin’onsen-chō) – miasto w Japonii, na wyspie Honsiu, w prefekturze Hyōgo. Według danych na rok 2020 miejscowość zamieszkiwało 13 318 mieszkańców , a gęstość zaludnienia wyniosła 55,3 os./km².